# Tina Anselmi
Pour les articles homonymes, voir Anselmi.
Tina Anselmi, née le 25 mars 1927 à Castelfranco Veneto (province de Trévise, Vénétie) et morte le 1er novembre 2016 dans sa ville natale, est une femme politique italienne démocrate chrétienne. Députée de la Vénétie, elle devient en 1976 la première femme membre d'un gouvernement italien.

## Biographie
Tina Anselmi est née à Castelfranco Veneto le 25 mars 1927 dans une famille catholique : son père était pharmacien assistant portant des idées socialistes et a donc été persécuté par les fascistes ; sa mère tenait une taverne avec sa grand-mère.
Elle a fréquenté le gymnase de sa ville natale, puis l'école de maîtrise de Bassano del Grappa. C'est ici que le 26 septembre 1944 les fascistes nazis l'ont forcée, elle et d'autres étudiants, à assister à la pendaison de trente et un prisonniers en représailles : elle a donc décidé de participer activement à la Résistance. Avec le nom de bataille de "Gabriella" (inspiré par l'archange Gabriel), elle devint relais de la brigade Cesare Battisti sous le commandement de Gino Sartor, puis elle passa au commandement régional de Vénétie du Corps Volontaires de la Liberté. Pendant ce temps, en décembre 1944, elle rejoint la démocratie chrétienne et participe activement à la vie du parti.
Après la Seconde Guerre mondiale, elle est diplômée en lettres de l'Université catholique du Sacré-Cœur de Milan, devenant plus tard une enseignante du primaire.

### Carrière politique

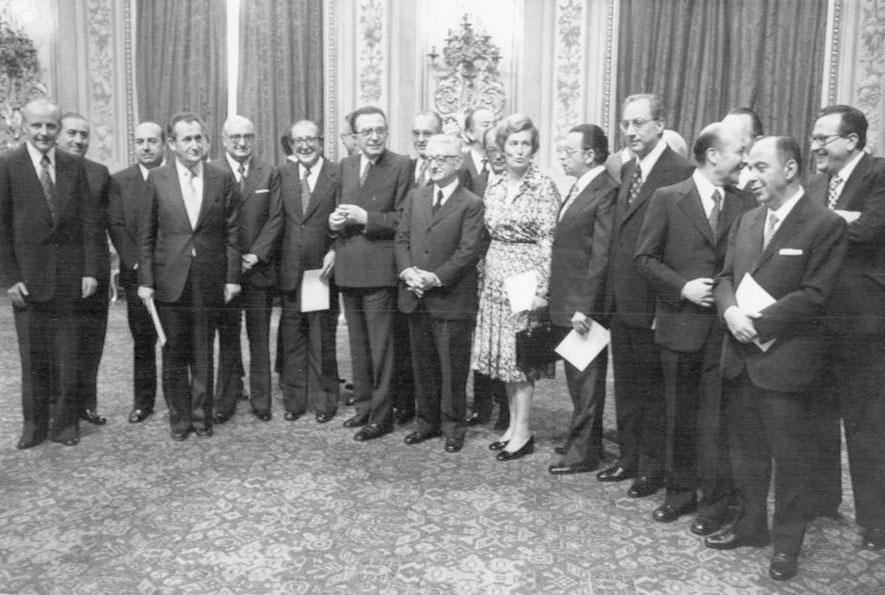
Tina Anselmi avec les autres membres du gouvernement Andreotti III.

Après la Seconde Guerre mondiale, elle s'est engagée dans l'activité syndicale au sein de la CGIL puis, depuis sa fondation en 1950, à la CISL. Elle a été directrice de l'union textile de 1945 à 1948 et du syndicat des enseignants du primaire de 1948 à 1955. De 1958 à 1964, elle a été commissaire nationale de la jeunesse à la démocratie chrétienne. En 1963, elle a été élue membre du comité directeur de l'Union européenne des femmes, dont elle est devenue vice-présidente la même année. En 1959, elle entre au conseil national du bouclier des croisés. Députée de 1968 à 1992, toujours élue dans la circonscription de Venise-Trévise: pendant sa longue législature, elle a fait partie des commissions du travail et de la sécurité sociale, de l'hygiène et de la santé, des affaires sociales. Elle s'est beaucoup occupée des problèmes de la famille et de la femme: elle est à l’origine de la loi sur l'égalité des chances. Trois fois sous-secrétaire du ministère du Travail et de la Sécurité sociale, à partir du 29 juillet 1976, elle était ministre du Travail et de la Sécurité sociale au sein du gouvernement Andreotti III: un fait historique, car Anselmi est devenue la première femme ministre en Italie. En 1975, elle a présidé la délégation italienne à la Conférence mondiale sur les femmes promue par l'ONU à Mexico, participant aux événements ultérieurs de Nairobi en 1985 et de Pékin en 1995. En 1977, elle a été parmi les premiers signataires de la loi italienne ouverte à l'égalité de rémunération et de traitement sur le lieu de travail, en vue d'éliminer la discrimination fondée sur le sexe entre les hommes et les femmes.
Après l'expérience au ministère du Travail, elle a également été ministre de la Santé dans les gouvernements Andreotti IV et V. Pendant cette période, en 1979, lorsque Tina Anselmi était ministre de la Santé, avec la loi portant sur la création du Service national de santé (L. 23 décembre 1978, n ° 833) , il a été décidé de retirer du marché des milliers de médicaments qu'une commission technique venait de juger inutiles, voire dangereux. L'année suivante, elle a également subi une attaque dans sa propre maison. Signataire de la loi portant sur la création du Service National de Santé , elle était considérée comme une "mère de la République" et sa candidature a été proposée plusieurs fois lors des élections du chef de l'Etat, d'abord en 1992 puis en 2006.

### Rôle au sein de la commission P2
En 1981, lors de la VIII législature, elle est nommée présidente de la commission d'enquête parlementaire sur la loge maçonnique P2 de Licio Gelli, qui a terminé les travaux en 1985.
Elle a été à plusieurs reprises prise en considération par les politiciens et la société civile pour le poste de président de la République: en 1992, c'est l'hebdomadaire Cuore qui a soutenu sa candidature et le groupe parlementaire Le réseau a incité à voter pour elle. En 2006 un groupe de blogueurs l'a soutenu à travers une campagne média qui a commencé à partir du blog "Tina Anselmi al Quirinale".
En 2004, il a été promu la publication d'un livre intitulé "Entre la cité de Dieu et la cité de l'homme". Les femmes catholiques dans la résistance vénitienne, dont Tina Anselmi a écrit l'introduction et un essai.

### Décès

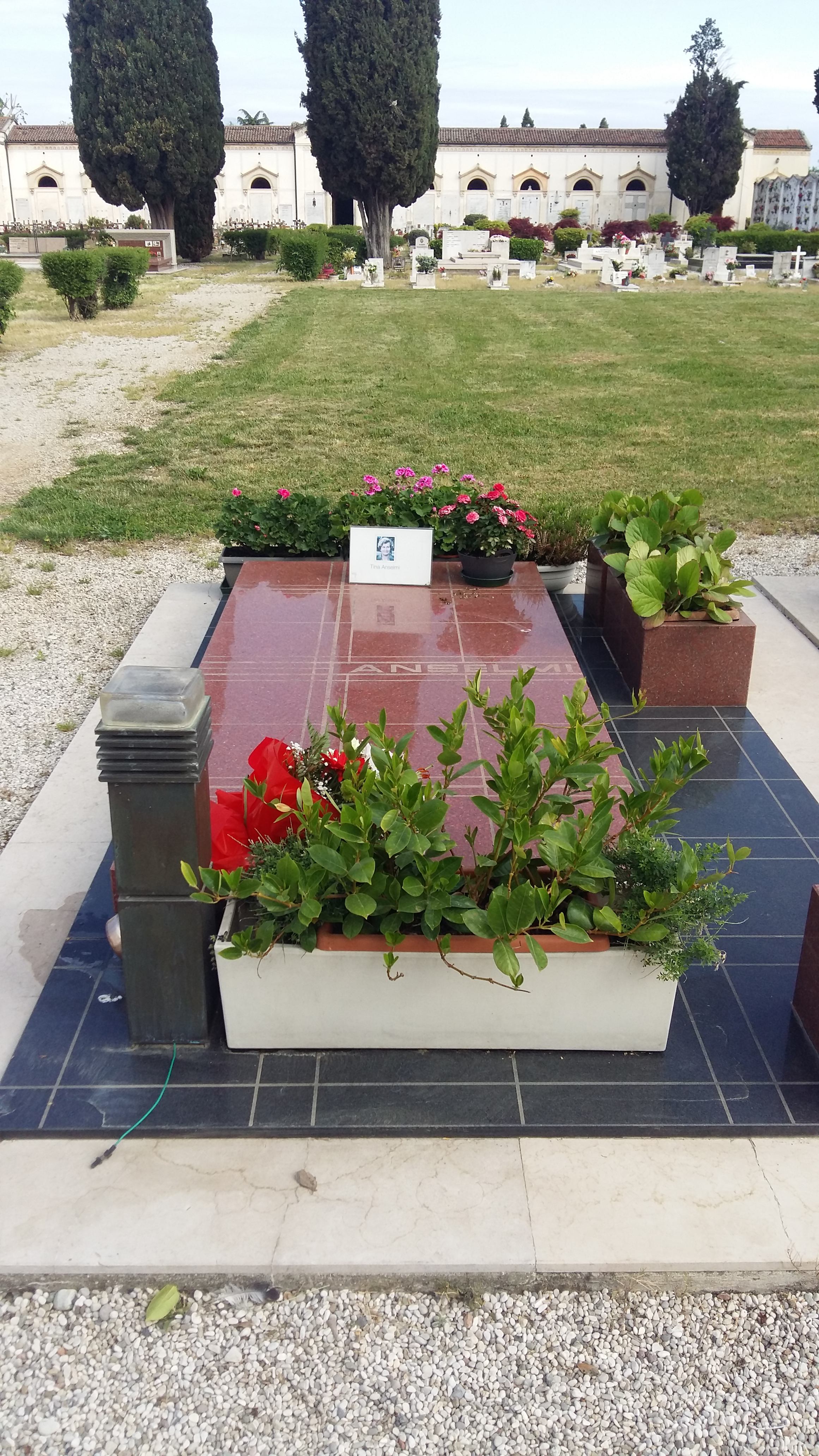
Tombe.

Elle est décédée à son domicile de Castelfranco Veneto peu après minuit le 1er novembre 2016 : depuis 2001, elle souffrait de la maladie de Parkinson et ces dernières années, un accident vasculaire cérébral avait contribué à aggraver sa santé. Les funérailles ont eu lieu le 4 novembre dans la cathédrale de Castelfranco Veneto et ont été présidées par l'évêque de Trévise Gianfranco Agostino Gardin en présence des présidents des deux chambres. À la fin du rite, le corps a été enterré dans la tombe familiale du cimetière de la ville.

## Reconnaissance
En 2009, elle a reçu le "Article 3 Award" pour 2008 en tant que "reconnaissance de l'activité menée au cours d'une vie passée - au service de la liberté et des valeurs d'égalités consacrées à l'article 3 de notre Charte constitutionnelle. Ceci notamment en rappelant l'activité de Mme Anselmi en tant que très jeune relais partisane, syndicaliste, mère de la loi sur l'égalité des chances, ministre, principal auteure de la réforme qui a introduit le Service national de santé et guide exemplaire de la commission parlementaire de Enquête P2 ".
En juin 2016, alors qu'elle était encore en vie, un timbre lui a été dédié; elle est toujours la seule personne à avoir été honoré de cette manière en Italie .

## Publications
- (it) Il 1975 anno internazionale della donna : discorso pronunciato a Roma il 27 febbraio 1975 nella sede del Banco di Roma, sotto gli auspici del Centro italiano di studi per la conciliazione internazionale, Rome, Banco di Roma, 1975.
- (it) Un documento storico : il complotto di Licio Gelli, supplément de L'Espresso, 1984.
- (it) La rocca del paradiso, illustration de Gianni Peg, Turin, SEI, 1985.
- (it) Tina Anselmi [et al.], Intorno a Macondo : itinerario per i giovani alla ricerca di un nuovo impegno civile, a cura di Gioventù aclista, Cernusco sul Naviglio, CENS, 1993.
- (it) Tina Anselmi [et al.], Nonostante donna : storie civili al femminile, Turin, édition Gruppo Abele, 1996.  (ISBN 88-7670-263-6)
- (it) Zia, cos'è la Resistenza?, San Cesario di Lecce, Manni Editori, 2003.  (ISBN 88-8176-442-3)
- (it) Bella ciao: la resistenza raccontata ai ragazzi, Pordenone, Biblioteca dell'immagine, 2004.  (ISBN 88-89199-00-8)
- (it) Tina Anselmi et Anna Vinci, Storia di una passione politica, in copertina: La gioia condivisa dell'impegno, Milan, Sperling & Kupfer, 2006.  (ISBN 88-200-4051-4)